# 贾里亚卡斯
贾里亚卡斯（Jharia Khas），是印度贾坎德邦丹巴德县的一个城镇。总人口19808（2001年）。

## 人口
该地2001年总人口19808人，其中男性10878人，女性8930人；0—6岁人口3311人，其中男1707人，女1604人；识字率54.40%，其中男性为63.77%，女性为42.99%。